# Talocci
Talocci è una frazione del comune di Fara in Sabina, la seconda per numero di abitanti dopo Passo Corese.

## Origini del nome
Talocci nasce da una piccola comunità rurale. Il nome iniziale del paese era "le Capanne" poiché erano proprio le capanne la tipologia edilizia maggiormente diffusa. Il nome Talocci deriva dal nome della prima famiglia a costruire una casa in muratura.

## Chiesa Santi Martiri Sabini
Il primo documento catastale della chiesa risale al novembre del 1954 insieme ad un documento che attesta il passaggio di proprietà del terreno dai signori Papalini alla Diocesi.
La consacrazione della chiesa avvenne il 4 ottobre 1955.
La nuova chiesa venne progettata su un'area di 25m x 20m delimitata da un cancello ed una quercia.  Proprio per questa "quercia" si diede il primo nome alla chiesa, "Santa Maria della Quercia". L’area, dai racconti degli anziani, era ricca di boschi e querce.
La struttura della piccola diocesi è a navata unica. Nella controfacciata della chiesa venne murata un’iscrizione in marmo che narra la fondazione.
Il 7 ottobre 1966 la Diocesi di Sabina-Poggio Mirteto emanava il Decreto dell’Ordinario Diocesano con cui venne eretta a tutti gli effetti la "Parrocchia Santi Martiri Sabini".
I Santi Martiri Sabini sono i patroni di Talocci in quanto nei pressi di Cures si tramanda la storia del martirio di Sant’Antimo, San Getulio e San Giacinto.

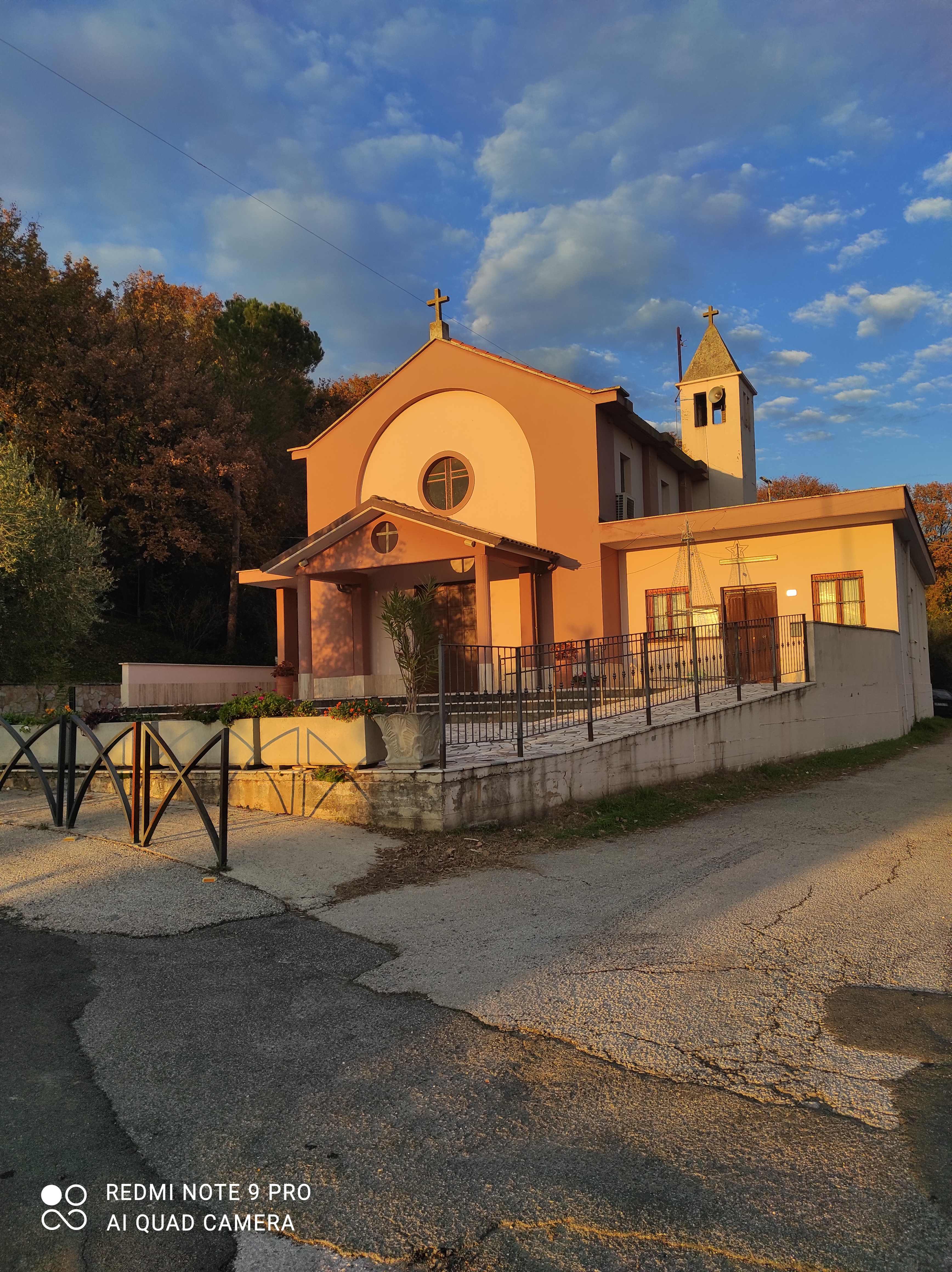
Chiesa Santi Martiri Sabini

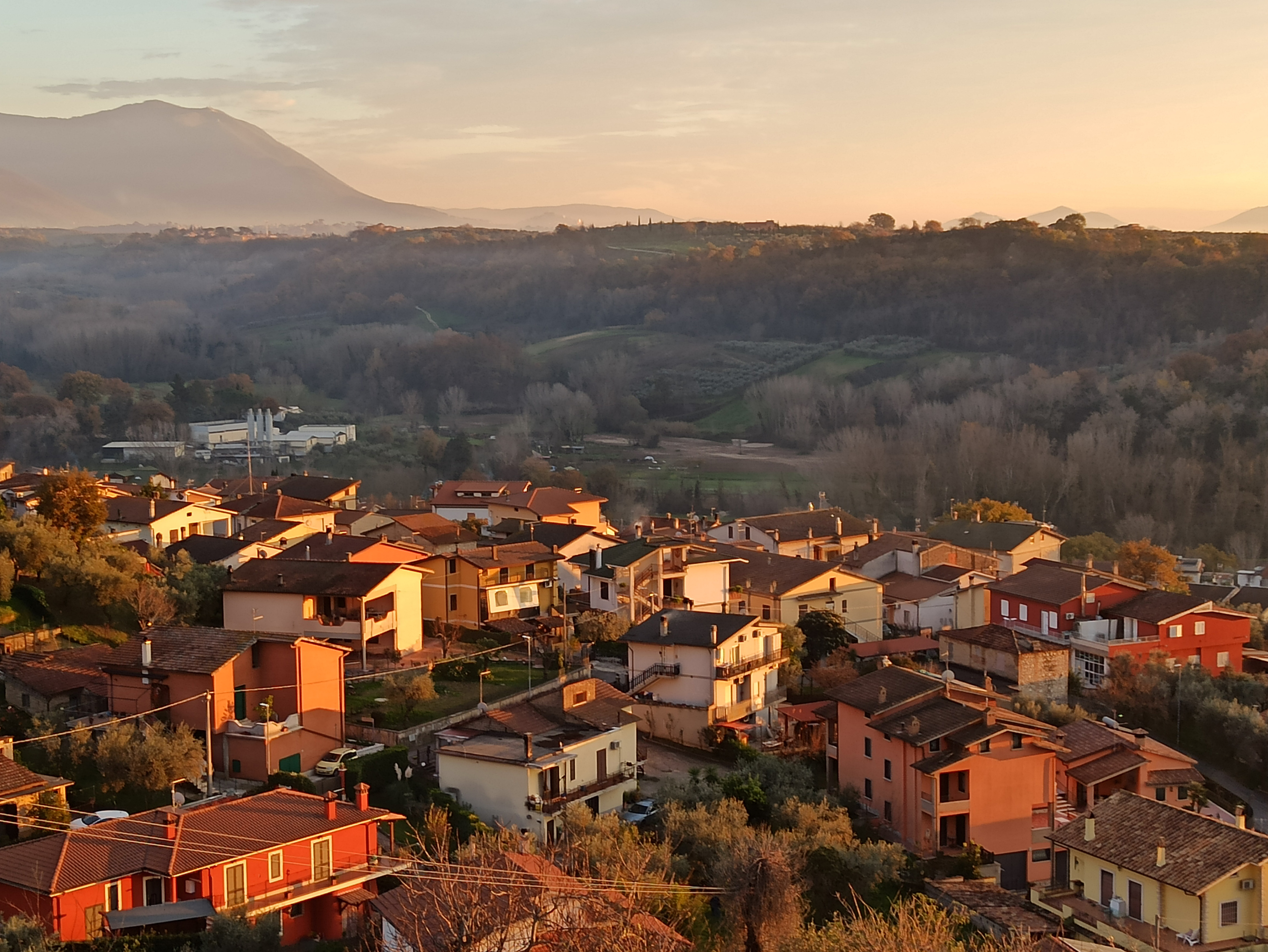
Talocci

## Economia e servizi
La frazione è collegata con le restanti zone comunali e con la Stazione di Fara in Sabina-Montelibretti attraverso il servizio di trasporto pubblico locale su gomma.
Nella frazione è presente una scuola primaria/infanzia frequentata da una media di 110 alunni. L'impianto sportivo comunale annesso alla scuola viene utilizzato dai ragazzi che frequentano la scuola e dalle associazioni sportive per lo svolgimento delle attività ricreative e agonistiche pomeridiane. È presente anche un campo sportivo, che prende il nome di “Elio Valzecchi” di proprietà comunale utilizzato per lo svolgimento degli allenamenti delle squadre calcistiche presenti nell’intero territorio comunale.

## Eventi culturali

### Carnevale
Il carnevale di Talocci è una delle principali attività folkloristiche e tradizionali di tutta la Città di Fara in Sabina, la sua prima edizione risale al 1987, quando alcuni ragazzi decisero di organizzare una sfilata per le vie del paese che da allora si svolge tutti gli anni.

## Gemellaggio
- Villemur-sul-Tarn